# Колатерална циркулација
Колатерална циркулација је мрежа танких крвних судова која у нормалним условима или неразвијеном облику није отворена. Када се артерије сузе до нивоа у коме је проток крви кроз одређно ткиво лимитирано или ограничено (коронарна болест срца, оклузија артерија ногу итд.), колатерална циркулација може постане активна и увећана. То омогућава проток крви, заобилазним правцима, око блокиране (сужене) артерије, до оближње артерије или до исте артерије испод места сужења. На тај начин колатерале штите угрожено ткиво или орган од оштећења. Замислите то као систем аутопутева. Ако постоји препрека, попут несреће на аутопуту, која блокира проток саобраћаја, више аутомобила скреће на споредне путеве како би наставило кретање ка свом одредишту. Колатерални крвни удови, попут споредних путева, могу се разликовати по капацитету, али за разлику од споредних путева, колатерални крвни судови се могу ширити и расти са повећаном потражњом. Степен у којем колатерална мрежа може да одржи корак са потражњом зависи од појединца, врсте и стадијума болести.
Стање и активност колатерални циркулације може значајно утицати на клиничку слику, ток болести, компликације и самим тим на прогнозу болести и болесника, па је питање „колико су важне колатерале“ реторичко. Суштинска вредност колатерала је јасно демонстрирана код пацијената са потпуно очуваном функцијом леве срчане коморе упркос потпуно оклузираној коронарној артерији. Постоји чак и анегдотски аргумент да колатерали могу бити толико добро развијени да реваскуларизација оклузиране коронарне артерије можда није потребна, али клинички подаци указују на то да реваскуларизација хроничне коронарне оклузије пружа корист за преживљавање.  Штавише, квантитативна процена функције колатерала показала је да <5% оклузираних артерија код пацијената без претходног инфаркта миокарда добија колатералну снабдевање еквивалентно отвореној епикардијалној артерији.  
На основу изнетог проистиче закључак о великом значају колатералне циркулациј, која може да смањи не само обим и степен исхемије, већ и величину зоне лезије (инфаркт) или чак спречи њен развој. Број, распоред и проток кроз колатерални крвотом дијагностички се лако може утврдити артериоографијом, и може бити од значаја за избор облика и начина лечења.

## Савремена терминологија
Појам колатерална циркулација не треба мешати са појмовима; васкулогенеза, ангиогенеза, артериогенеза који се користе за описивање процеса формирање нових крвних судова (неоваскуларизација), јер појам колатерална циркулација означава већ постојећу циркулацију која је у организму у нормалном стању у неразвијеном облику.
Васкулогенеза, је ембрионална неоваскуларизација и односи се на формирање примитивних (првобитних) крвних судова унутар плода и његове околне мембране и укључује „ин ситу“ диференцијацију из мезодерма изведених ангиобласта, који се гомилају и формају нове крвне судове.
Ангиогенеза подразумева формирање нових крвних судова преко клијања или одвајања од већ постојећих крвних судова и јавља се како пре тако и постнатално. Васкуларизација мозга настаје првенствено кроз ангиогенезу.
Артериогенеза, означава процес ширења колатерала из већ постојећих артериола, од којих се формирају веће артерије. Она се дефинише и као процес формирања крвног суда из васкуларног зида који се састоји од интиме, медије и адвентитције.
Анастомоза крвних судова, је природно или вештачки створена колатерална веза између крвних судова, која омогућава преусмеравање ток крви код постојања баријере у неком крвном систему. Артеријске анастомозе, попут оних у мозгу, рукама, или у стомаку омогућавајући адекватан проток крви у неким од зачепљених крвних судова. Вештачко анастомозе је хируршка метода, која има за циљ побољшање снабдевање крвљу ткива у неким васкуларним болестима.

## Историја
Функционални значај колатералних крвних судова позат је више од три века. Први пут документовано је њихово постајање код човека и живтиња пре седам деценија. Садашњи концепт развоја колатералне циркулације базиран је на анатомским студијама, чије резултате су први приказали 1961. године Џејмс (James),, Баролди (Baroldi), и Скомазони (Scomazzoni) који су колатералне крвне судове на срцу класификовали као хомокоронарне (јер повезују сегменте исте артерије) и интеркоронарне (јер повезују сегменте различитих артерија).
Након серија експеримената Шепар је у касним шездесетим и седамдесетим годинама 20. века проширио стања о механизмима, по којима се ови крвни судови (обично ван функције), микроскопских величина (40-10 милимикрона у пречнику у свом природном стању), трансформишу у исхемији или стенози у крвне судове значајне величине и функције за очивање протока крви а често и живота. Ова сазнања настала су, упркос бројним студијама које су негирале функцију колатералних крвних судова у спасавању угрожене перфузије ткива у исхемији и очување крвног притиска.
Током 1980-их постигнут је консензус међу истраживачима да ови крвни судови могу да сачувају 30 до 40% коронарног протока крви код делимичног зачепљења крвних судова срца, спрече исхемију и счани удар.

## Анатомско-патофизиолошке карактеристике колатералне циркулације
Колатерале су васкуларни канали танког зида, малог дијаметра (од 20 до 200 микрона) који у појединим органима постоје у неразвијеном и нефункционалном облику или се у одређеним стањима могу накнадно формирати. Колатерални крвни судова су у нормалном условима затворени и нефункционални, зато што између њихових крајњих тачака не постоји градијент притиска. који би кроз њих покретао проток крви између артерија које повезују.
| „ | „Маде се колатерале могу наћи на обдукцији оне се не могу приказати на ангиографији у нормалној или лако оштећеној циркулацији, јер носе минимални проток и њихова величина је испод границе резолуције садашњих приказивача слике коронографијом“. | ” |

Тек у присуству критичне лезије или оклузије они постају функционални. У хипоксичним условима, када стеноза крвног суда мора бити барем 70%, под утицајем градијента притиска и аденозина, долази до активиња колатерала и развоја ангиогенезе која је, под утицајем ендотелног фактора раста. У тим условима долази до отварања колатералног крвотока и успостављања протока крви у угроженом органу.
Трансформација постојећих нефункционалних колатерала у „зреле“, развијене колатерала назива се артериогенеза. За разлику од артериогенезе која подразумева формирање развијене колатералне мреже од већ постојећих неразвијених, нефункционалних, рудименталних колатерала, ангиогенеза подразумева развој нових крвних судова од већ постојећих и обично резултује формирањем малих капилара сличне структуре. Брзина и степен њиховог настајања зависи од степена стенозе (сужења) и времена изложености ткива исхемији. Развој колатералних крвних судова вероватно је генетски предиспониран.
Захваљујући успостављању протока кроз колатерле, исте промене у ангиограму великих крвних судова не дају исти електрокардиографски налаз и клиничку слику. Добро развијена колатерална циркулација спречава настајање некрозе и уништавања колагена после инфарктин стања и често спасава живот. Зато су колатерални крвни судови јако битни у прогнози коронарне болести, инфаркта миокарда и периферне артеријске болести, нарочито у периоду пре било које интервенције.

### Колатерале у физиолошким стањима
За разлику од венских анастомоза, који су бројније и значајније, често са унутрашњим пречником од 1 до 2 mm, артеријске колатерале су нпр у здравом људском срцу, унутрашњег пречника око 40 микрона. У прелиминарним студијама утврђено је да физиолошке колатерале могу такође бити прeчника 100 микрона, или више. У физиолошким стањима кретање крви кроз колатерале је безначајна због недовољне разлике у притиску. Зато се често ови крвни судови називају „успавани колатерали“.
Разне животињске врсте значајно се разликују по броју, изгледу и распореду колатерала. Такође и међу људских бићима, у физиолошким стањима, постоје велике разлике у број и распореду колатерала. Разлике су посебно изражене на предњој и задњој страни срца, као и у области атријалног и интервентрикуларног септума. Међу најзначајније колатерале срца спадају оне које припадају епикардијуму, и које се пружају по површини обе коморе и спајају све три главне коронарне артерије .

### Колатерале у патолошким стањима
У патолошким стањима колатерална циркулација има велики значај, јер болеснику може спасити живот, спречити настанак срцаног удара и побољшати квалитет живота. За развој колатералне циркулације која задржава трајну проточну способност у појединим стањима, потребно је да прође неколико недеља, месеци или цела година.
Колатерале се активирају или настају и у патолошким стањима, када због значајног сужења или зачепљења, захваћени крвни суд представља баријеру и утиче на промену притиска (постстенотични притиска) у подручјима који он васкуларизује, због чега притисак значајно опада. Ниске вредности притиска нпр у болесника са оклузијом срчаних артерија резултује активацијом колатерала које повезују нормалне и болесне срчане артерије, како би компензовале насталу разлику притиска. Разлика притиска је та која покреће циркулацију крви кроз колатерале. Под дејством притиска, који је изнад нормалног, отвара се колатерална циркулација што омогућава проток крви, чиме се компензује ниска вредност притиска изазвана значајним сужењем или зачепњењм оболелих крвних судова. Стрес крвних судова и вазодилатација, који се активирају у оболелом подручју на насталу исхемију у ткиву, подстичу не само ширење постојећих крвних судова већ и стварање нових. Проточнаа способност колатералне циркулације није велика. Пророцењује да добро развијена колатерална циркулација код сужених коронарних артерија може дати такав проток крви, који антероградно износи и до 90% протока у односу на сужени пречник крвног суда. Упркос очигледно ниском протоку, због својих ограничених могућности ипак колатерале имају велики клинички значај.
Најјачи стимулуси за артериогени процес у колатералној циркулацији у патолошким стањима су;
- констрикција зачепљене артерије (као примарни фактор) која доводи до трансанастомотичког градијент притиска,
- величина и стање лумена дисталног дела колатерала,
- васкуларни отпор (нпр. отпор коронарних крвних судова),
- вискозност крви
- контрактилност мишића (нпр. срчаног мишића),
- физичка активност болесника,
- хиперхолестролемија.

### Колатерална циркулација и њен значај
Колатерална циркулација је мрежа танких крвних судова која у нормалним условима није отворена. Када се артерије сузе до тачке када је проток крви кроз одређно ткиво лимитирано (коронарна болест срца, оклузија артерија ногу итд.), колатерална циркулација може да се увећа и постане активна. То омогућава проток крви око блокиране (сужене) артерије до оближње артерије или до исте артерије испод места сужења, штитећи ткиво од оштећења. Зато се сматра да је један од облика дугорочне регулације протока крви развој колатералне циркулације након прекида дотока крви у неком ткиву.
Дугорочно повећање протока крви кроз колатерале је последица значајног анатомског повећања колатералних крвних судова, чији укупни збир попречних пресека може бити често већа од пресака зачепљене артерије. Брзина настанка оклузије (зачепљења) неког крвног суда од изузетног је значаја за развој колатералне циркулације. Тако нпр код постепеног сужавања коронарних артерија настају колатерале већег пречника са већом проточном способношћу. То омогућава срцу да врло брзо подеси своју радну способност сниженом нивоу коронарног протока. Овим променама у колатералној циркулацији може се објаснити зашто се и при потпуном зачепљеном коронарних артрије не јављају клинички знаци инфаркта., иако се у каснијем периоду у таквом срчаном мишићу могу јавити манифестни облици хроничне исхемије, углавном после напора. За такве пацијенте је карактеристично да и поред оклузије коронарне артерије због добре колатерализације имају мање изражене стенокардичне тегобе, али са ниском вероватноћом за срчани удар (инфаркт). Овакво стање се обично среће код особе које су физички активне, јер имају добро развијену колатералну циркулацију, што смањује учесталост инфаркта срца.
Значај колатералне циркулације може се сагледати и на примеру зачепљења бутне артерије ноге, када мали крвни судови који мимоилаза оклузију (бутне артерије), могу толико да се прошире и скоро потпуно (код млађих људи) обезбеде одговарајуће снадевање крвљу, што се одвија кроз више фаза;
- Одмах након зачепљења због недовољне развијенсоти колатерала, проток крви пада на свега 3/8 нормалног протока.
- Након неколико минута проток крви се враћа на 1/2 нормалне вредности.
- У даљем периоду од једног или више дана проток крви ће се вратити на нормалу, што је праћено и све већим увећањем промера колатералних крвних судова.

Акутно активирање (отварање) колатералних крвних судова могу поред васкуларних (оклузивних) изазвати и метаболички фактори и снижавање артеријског крвног притиска због смањеног прилива крви и хранљивих материја у угроженом ткиву.
Добро развијена колатерална циркулација игра значајну улогу у смањењу васкуларног ризика након субоклузије или оклузије крвних судова у оклузивној болести. Присуство добро развијене колатералне циркулације нпр. сигнификантно смањује ризик од настабилних коронарних догађаја;
- У једној студији од 403 пацијената са стабилном ангином пекторис смртни исход након акутног инфаркта миокарда регистрован је у 2,2% пацијената са добром колатералном циркулацијом, у односу на пацијенте са лошом колатералном циркулацијом код којих је проценат смртности био 9%.[29]
- Инциденција стабилне ангине пекторис у односу на нестабилну је значајно већа код пацијената са добром колатералном циркулацијом у односу на она са лошом (21% : 12%).[2]

## Колатерална циркулација у превенцији и терапији
Мада се способност појединаца да развију колатералну циркулацију често занемарује, ипак треба имати у виду да је она потенцијално од великог значаја, у одлучујућим тренуцима исхемије, као заштита од тешких последица па и губитка живота. Добро развијени коронарни колатерали могу помоћи у заштити срчаног мишића од срчаног удара током епизоде исхемије, али и да продуже трајање ограниченог и драгоценог времена, тзв „златног стандарда“ који времески траје од почетка акутног срчаног удара, до успешне коронарне реперфузије срчаног мишића.

### Основне поставке
Артериогенезе је механички посредован процес, изазван бројним стресним реакцијама. На пример, у случају хемодинамски релевантне стенозе у неком главном артеријском крвном суду одговорном за исхрану неког ткива, градијент притиска се мења што покреће рекацију колатералних крвних судова. Због смањења артеријског притиска дистално од стенозе, проток крви се расподељује кроз артериола које сада повезују делове циркулације са високим притиском са деловима под ниским притиском. Ово резултује повећањем брзине протока крви, али и повећаним отпором и трењем у колатералним артеријама, што доводи до значајне активације ендотела, усходне регулације молекула ћелијске адхезије, и повећане активност моноцита, који се трансформишу у макрофаге. Након тога, јавља се још неколико морфолошких и васкуларних промена.
Различити фактори раста и хемокина су укључени у ангиогенезу и артериогенезу као што су; VEGF, TGF-α,, и кисели фактор раста фибробласта (a-FGF) у ангиогенези, и GM-CSF, моноцитни хемоатрактантни протеин-1 (MCP-1) и TGF-β у артериогенези. Неки од фактора раста играју улогу у оба процеса: нпр b-FGF и PDGF (енгл. platelet-derived growth factor или изтромбоцита - изведен фактор раста). У исхемијском ткиву, доказана је и побољшана експресија неколико ангиогених фактора и њихових рецептора.
Насупрот, ослабљеној циркулацији колатерала у другим болестима у шећерној болести, хиперлипидемији, и старење овај процес је повезан са смањеном експресијом ангиогенских фактора.
Неколико студија показало је и повећање нивоа циркулишућих ангиогених фактора код пацијената са исхемијском болешћу срца, можданим ударом, или исхемијом у екстремитетима, вероватно као одговор на ткивну исхемију и повреду.
Сасајама је са својим сарадницима (почетком деведесетих година 20. века) приметио да су масне ћелије повезане са неоваскуларизацијом, повећањем ендотелијалних миграција ових ћелија, као најранијег догађаја у формирању капиларне изданка. Он је чак предложили примену лечења исхемијске болести срца лековима (хепарин) који промовишу развој колатералне коронарне циркулације. Од тада, овај концепт терапијске ангиогенезе и артериогенезе све је више привлачио пажњу истраживача.
Занимљиви резултати су недавно објављени на основу примене терапијске ангиогенезе у периферној артеријској болести, унапређењем развоја колатерала кроз ординирање ангиогених фактора раста.
У исхемијској болести срца, у раним студијама, у којима су коришћени рекомбинантни протеини, или гени који кодирају за васкуларне факторе раста, и показале охрабрујуће резултате у промени клиничке слике набоље, што се огледа у благом побољшању перфузији срчаног мишића у третираној области. Међутим, у наким студијама није доказан ефекат пвог третмана.

### Перспектива
До сада објављени резултати о успешној генској терапији у превенцији кардиоваскуларних болести, обећавају, да би метода развоја колатерала могле бити примењена и у терапији заснованој на примени ангиогених фактора раста. Међутим недовољна сазнања о овој проблематици намеће потребу за још више кардиоваскуларних студија, које као крајњи циљ треба да имају дугорочно праћење развоја колатералних крвних судова, како би се утврдило у којој мери њихово стање и функција може послужити за:
- праћење васкуларних болести
- као прогностичка детерминанта, могућег васкуларног исхода.

Такођ истраживањима је потребно утврди и место колатерала у механизмима који доводи до исхемијских догађаја код болесника са значајним атеросклеротским променама.
Све напред наведено указује на нове пррспективе за превенцију поновног васкуларног догађаја (рецидива) у болесника који болују од кардиоваскуларних болести или за спречавање нежељеног догађаја у оних са напредном коронарном атеросклерозом.